# Foresta costiera a mosaico del Maputaland
La foresta costiera a mosaico del Maputaland è un'ecoregione dell'ecozona afrotropicale, definita dal WWF (codice ecoregione: AT0119), che occupa l'estremo sud del Mozambico, l'est dello Swaziland e il nord-est della provincia sudafricana del KwaZulu-Natal. Maputo, la capitale del Mozambico, ricade entro i confini di questa ecoregione.

## Territorio
La foresta costiera a mosaico del Maputaland, ecoregione di foresta pluviale, copre una fascia di 30.200 km² lungo la costa dell'oceano Indiano. È parte della serie di foreste costiere che si estendono lungo la costa africana dell'Indiano dal sud della Somalia fino al Sudafrica. Il confine settentrionale dell'ecoregione è situato a nord della foce del Limpopo, nei pressi di Xai-Xai in Mozambico, dove cede il passo alla foresta costiera a mosaico di Zanzibar-Inhambane meridionale. A sud, in prossimità del capo Santa Lucia nel KwaZulu-Natal, confina con la foresta costiera a mosaico di KwaZulu-Cape. L'ecoregione ha un clima umido stagionale, da tropicale a subtropicale. Le precipitazioni oscillano tra i 1000 mm annui nei pressi della costa e i 600 mm annui nell'interno; la maggior parte delle precipitazioni cade durante i mesi estivi. Più all'interno, la regione cede il passo a biomi di savana più secchi.

## Flora
L'ecoregione è composta da un mosaico di diverse comunità floreali: foreste, savane, boscaglie di alta montagna, boschi di palme, praterie e zone umide. Circa il 10% delle piante vascolari presenti è endemico.

## Fauna
La diversità faunistica è molto elevata. Sono presenti più di 470 specie di uccelli e più di 100 di mammiferi, tra le quali figurano gli elefanti (Loxodonta africana) e i leopardi (Panthera pardus), che attualmente vivono solamente entro i confini di varie riserve. In certe riserve sono stati reintrodotti anche leoni (Panthera leo) e ghepardi (Acinonyx jubatus). Tra gli uccelli, ricordiamo la nettarinia di Neergaard (Cinnyris neergaardi), ristretta alle zone di foresta sabbiosa semidecidua dell'ecoregione. Le zone umide ospitano un gran numero di coccodrilli del Nilo (Crocodylus niloticus).

## Voci correlate

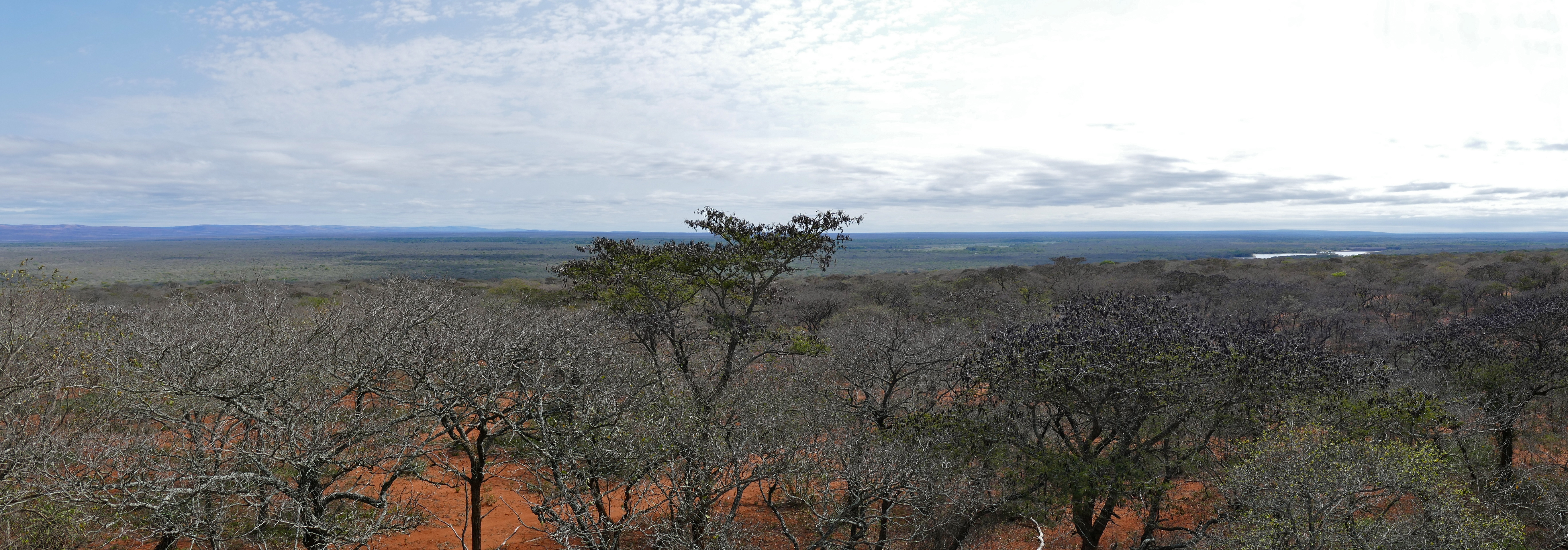
Praterie della riserva naturale di Ndumo, Sudafrica

## Conservazione
L'ecoregione è considerata in pericolo critico. Principali minacce sono il rimboschimento e l'invasione di specie esotiche, le opere idrauliche per l'irrigazione di grandi superfici, l'espansione della popolazione rurale e il bracconaggio. Secondo il WWF, il 14% dell'ecoregione è protetta all'interno di riserve, tra le quali spiccano il parco della zona umida di iSimangaliso (3280 km²), dichiarato patrimonio dell'umanità dall'UNESCO, la riserva di Phinda e la riserva di caccia di Mkuzi nel KwaZulu-Natal; e la riserva di caccia di Maputo (900 km²) e la riserva faunistica delle isole di Inhaca e dei Portoghesi in Mozambico.